# Plumatella velata
Plumatella velata är en mossdjursart som beskrevs av Charles Thorold Wood 1998. Plumatella velata ingår i släktet Plumatella och familjen Plumatellidae. Inga underarter finns listade i Catalogue of Life.